# Sagan om den Irländska älgen
Sagan om den Irländska älgen (Zweeds voor Het verhaal van de Ierse eland) is het tweede studioalbum van Isildurs Bane. Het was opnieuw een conceptalbum met wederom In de ban van de ring van J.R.R. Tolkien als uitgangspunt. Opnamen begonnen in najaar 1982 en werden voortgezet in het jaar daarop. Ook dit album is grotendeels instrumentaal.

## Musici
- Ingvar Johansson – basgitaar
- Mats Johansseon – toetsinstrumenten, zang
- Mats Nilsson – gitaar, zang
- Jan Severinsson – toetsinstrumenten, dwarsfluit en vibrafoon/marimba
- Kjell Severinsson – drumstel, percussie, vibrafoon/marimba
- Bengt Johansson – saxofoon
- Anneli Nilsson - achtergrondzang

## Muziek
| Nr. | Titel                                             | Duur |
| --- | ------------------------------------------------- | ---- |
| 1.  | Overtyr (Mats Johansson)                          | 5:10 |
| 2.  | Saga eller verklighet (Mats Nilsson)              | 4:45 |
| 3.  | Ove P. (Mats Johansson)                           | 3:55 |
| 4.  | Sex minuter (Mats Johansson, Mats Nilsson)        | 4:05 |
| 5.  | En vilja att leva (Mats Nilsson)                  | 5:30 |
| 6.  | Evighetens visdom (Mats Johansson)                | 5:00 |
| 7.  | Marlboro blues (Ingvar Johansson, Mats Johansson) | 4:20 |
| 8.  | Fredrik (Mats Nilsson)                            | 4:10 |